# Haylea Petrie
Haylea Petrie, född den 5 juli 1969 i Wee Waa, New South Wales, är en australisk softbollspelare.
Hon tog OS-brons i samband med de olympiska softboll-turneringarna 1996 i Atlanta.